# 시우다드 우니베르시타리아역
시우다드 우니베르시타리아 역(스페인어: Ciudad Universitaria)은 마드리드 지하철 6호선의 역이다. 마드리드 몽클로아아라바카 구 시우다드우니베르시타리아 지역의 콤플루텐세 대로 지하에 위치해 있다. 요금구역상으로는 A구역에 속한다.
이곳에는 시우다드 우니베르시타리아 차량기지가 있으며, 6호선을 운행하는 5000번대 열차의 대부분이 입출고한다. 역 주변으로는 대학 건물과 의료시설이 밀집한 탓에 메트로폴리타노 역과 마찬가지로 학교 학부생들과 교수들이 자주 이용한다. 승강장에는 마드리드 문장에 들어가 있는 곰과 딸기나무 그림이 타일로 장식되어 있다.

## 역사
1987년 1월 13일 6호선이 콰트로 카미노스 역에서 이곳까지 연장되면서 문을 열었다. 1994년부터 1995년까지는 6호선의 순환선 전환 준비로 리모델링 공사에 들어가, 역 대합실이 콤플루텐세 대로 쪽으로 이전하고 엘레베이터도 새로 설치되어 장애인의 접근성을 높였다.
2014년 6월 28일부터 8월 28일까지 6호선의 메트로폴리타노-몽클로아 구간이 공사를 진행하는 관계로 운행을 일시 중단하였다. 승강장 리모델링 공사는 물론 시우다드 우니베르시타리아 역의 지하 차량기지로 향하는 지선의 내부시설 교체공사도 진행되었다.

## 환승 정보
역 주변에 버스 정류장이 두 곳 있다. 이곳으로 주간, 야간 시내버스와 시외버스 노선이 다닌다.
버스
- 시내버스
  - 82, 132, G, U번 노선 (주간)
  - N20번 노선
- 시외버스
  - 865번 노선

지하철
| 마드리드 지하철       | 마드리드 지하철       | 마드리드 지하철 |
| --------------------- | --------------------- | --------------- |
| 메트로폴리타노 순환선 | 마드리드 지하철 6호선 | 몽클로아 순환선 |